# فلوريان سايديل
فلوريان سايديل (بالألمانية: Florian Seidl)‏ هو مصمم نمساوي، ولد في 2 مارس 1979.